# Per colpa di un angelo
Per colpa di un angelo (Heaven Sent) è un film del 1994 diretto da Craig Clyde con David Bowe e Vincent Kartheiser.

## Trama
Eddie Chandler non è un cattivo ragazzo ma la sua irrequietezza lo porta a frequentare cattive compagnie, nonostante le raccomandazioni della madre. Durante un furto, Eddie ha un incidente e finisce in Paradiso prima che sia il suo momento, per colpa di un angelo maldestro che lo ha scambiato per un'altra persona.
Per rimediare, l'angelo lo riporta sulla Terra e rimane al suo fianco nei panni di un assistente sociale di nome Howard; sotto la sua guida, Eddie assumerà un nuovo senso di responsabilità e imparerà ad aiutare gli altri, specialmente sua madre nel momento del pericolo.